# Dmitry Anatolyevich Malikov
Dmitri Anatolyevich Malikov (tiếng Nga: Дмитрий Анатольевич Маликов; sinh ngày 14 tháng 2 năm 1997) là một cầu thủ bóng đá người Nga. Anh thi đấu cho F.K. Torpedo Vladimir.

## Sự nghiệp câu lạc bộ
Anh có màn ra mắt tại Giải bóng đá chuyên nghiệp quốc gia Nga cho FC Olimpiyets Nizhny Novgorod vào ngày 24 tháng 4 năm 2017 trong trận đấu với FC Chelyabinsk.